# Championnats d'Europe de lutte 2008
Navigation
Édition précédente Édition suivante
Les Championnats d'Europe de lutte 2008 se sont tenus à Tampere,  Finlande, du 1 au 6 avril 2008.

## Podiums

### Hommes

#### Lutte gréco-romaine
| Épreuves | Or                 | Argent         | Bronze                           |
| -------- | ------------------ | -------------- | -------------------------------- |
| 55 kg    | Rövşən Bayramov    | Roman Amoyan   | Virgil Munteanu Péter Módos      |
| 60 kg    | Jarkko Ala-Huikku  | Armen Nazarian | Davor Štefanek Håkan Nyblom      |
| 66 kg    | Armen Vardanyan    | Ionuț Panait   | Plamen Petrov Ruslan Belkhoroyev |
| 74 kg    | Péter Bácsi        | Şeref Tüfenk   | Christophe Guénot Yevgeniy Popov |
| 84 kg    | Nazmi Avluca       | Badri Khasaia  | Ara Abrahamian Andrea Minguzzi   |
| 96 kg    | Aslanbek Khouchtov | Mirko Englich  | Ramaz Nozadze Elis Guri          |
| 120 kg   | Juri Patrikiejew   | Khasan Baroyev | Ioseb Chugoshvili Attila Güzel   |

#### Lutte libre
| Épreuves | Or                   | Argent              | Bronze                                      |
| -------- | -------------------- | ------------------- | ------------------------------------------- |
| 55 kg    | Dzhamal Otarsultanov | Rysvan Hadzhieu     | Sezer Akgül Francisco Sanchez Parra         |
| 60 kg    | Vasyl Fedoryshyn     | Didier Païs         | Gergő Wöller Anatoli Guidja                 |
| 66 kg    | Ramazan Şahin        | Koba Kakaladze      | Emin Əzizov Rasul Dzhukayev                 |
| 74 kg    | Makhach Murtazaliev  | Murad Hajdarau      | Çamsulvara Çamsulvarayev Emzarios Bedinidis |
| 84 kg    | Georgiy Ketoyev      | Revaz Mindorashvili | David Bichinashvili Novruz Temrezov         |
| 96 kg    | Georgi Gogshelidze   | Heorhiy Tibilov     | Hakan Koç Khadzhimurat Gatsalov             |
| 120 kg   | David Musuľbes       | non attribuée       | Bachtijar Achmedow Əli İsayev               |

### Femmes

#### Lutte libre
| Épreuves | Or                  | Argent            | Bronze                              |
| -------- | ------------------- | ----------------- | ----------------------------------- |
| 48 kg    | Mariya Stadnik      | Vanessa Boubryemm | Oleksandra Kohut Iwona Matkowska    |
| 51 kg    | Anna Trussowa       | Sofia Mattsson    | Tiina Ylinen Yuliya Blahinya        |
| 55 kg    | Natalja Golz        | Ludmila Cristea   | Sofia Poumpouridou Tetjana Lasarewa |
| 59 kg    | Ida-Theres Nerell   | Elwira Mursałowa  | Larissa Kanajewa Natalia Synyshyn   |
| 63 kg    | Alena Kartachova    | Wolha Czilko      | Marianna Sastin Monika Michalik     |
| 67 kg    | Marjana Kwjatkowska | Natalja Kuksina   | Hanna Beliayeva Lise Legrand        |
| 72 kg    | Stanka Zlateva      | Guzel Manyurova   | Anita Schätzle Jenny Fransson       |